# Antonio Bellucci
Antonio Bellucci (Venezia, 19 febbraio 1654 – Soligo, 29 agosto 1726) è stato un pittore e decoratore italiano della Repubblica di Venezia, versato nello stile rococò.
Bellucci fu un pittore rilevante per la sua partecipazione al movimento rococò con una nota molto peculiare di classicismo e per il suo decisivo contributo alla diffusione della pittura veneta in Austria e Inghilterra.

## Biografia
Nato nel 1654 a Venezia in parrocchia di Santa Maria Formosa, figlio del notaio Giovan Battista e Caterina Volpato, ebbe il suo primo approccio alla pittura grazie agli insegnamenti di un certo Domenico Difnico, nella città di Sebenico, nella regione allora veneziana della Dalmazia. 
Sicuramente ebbe una vasta produzione giovanile, anche se il suo primo quadro datato e firmato è del 1688.
Nel Seicento la situazione dell'arte a Venezia non era molto felice: si faceva riferimento a Tintoretto, si tentava di recuperare qualcosa di Tiziano, in un contesto di tardo manierismo che già aveva perduto i suoi esponenti più significativi (Palma il Giovane, Padovanino).
Dagli altri pittori di questa temperie si distaccò, almeno in parte, una triade di pittori non veneziani: Domenico Fetti (da Mantova), Bernardo Strozzi (genovese) e Johann Liss (tedesco), che avevano introdotto un linguaggio frizzante e libero, tipicamente barocco. 
Un altro gruppo di artisti a Venezia degni di nota erano i cosiddetti tenebrosi: Giovan Battista Langetti, Pietro Negri, Johann Carl Loth, Giovanni Bittanti e alcuni altri.  
La loro era una sorta di reinterpretazione del caravaggismo: forza drammatica, contrasti violenti tra luce e ombra. 
I tenebrosi influenzarono anche Bellucci e Sebastiano Ricci nella loro prima attività, soprattutto per la tensione drammatica delle figure.
Resta comunque da sottolineare che l'ambiente artistico veneziano, ormai a metà del XVII secolo, era piuttosto statico e fiacco, soprattutto in confronto con le innovazioni già da tempo introdotte a Genova, Roma (Baciccio, padre Pozzo) e soprattutto in Emilia e a Bologna (l'accademia dei Carracci e poi Marcantonio Franceschini e Carlo Cignani, già apprezzati anche a Vienna). Difatti, fu proprio al mondo elegante e raffinato dell'accademia bolognese che i giovani artisti veneziani, tra i quali anche Antonio Bellucci, avrebbero fatto riferimento.
Le esperienze del giovane Bellucci, dunque, sono state:
- la formazione veneziana,
- la pittura bolognese,
- ed anche il gusto scenografico di Pietro Liberi.

Una delle prime opere databili di Bellucci risale al 1691 ed è una pala che ritrae san Lorenzo Giustiniani, collocata nella chiesa di San Pietro di Castello a Venezia. Gli storici dell'arte ritengono, però, che altre opere anteriori a questa possano essere attribuite all'artista, tra le quali si annoverano: La famiglia di Dario e La magnanimità di Scipione, nelle quali il pittore sembra tendere verso colori scuri e ombrosi, ma anche verso figure eleganti ed una grazia quasi accademica nello stile di Pietro Liberi.
Eseguì, poi, una Natività della Vergine per la chiesa dell'Ascensione di Venezia e varie figure per un ciclo di dipinti di Antonio Tempesta
Nel 1699 Bellucci era già a Vienna (dato che firma come padrino al battesimo di un bambino di famiglia veneziana).  Non sappiamo come il Bellucci possa essere stato invitato a dipingere in Austria, e a Klosterneuburg in particolare.  Sappiamo che c'erano giovani pittori austriaci che studiavano a Venezia: potrebbero essersi conosciuti lì; oppure musicisti veneziani che suonavano a Vienna potrebbero avere fatto “pubblicità” al loro giovane pittore concittadino.
Nel monastero di Klosterneuburg, che viene riedificato e ammodernato per committenza dell'imperatore stesso, Bellucci esegue ben quattro dipinti per gli altari.  Sono forse le prime opere del veneziano in Austria. Verso la fine del secolo, Bellucci stava rinnovando il proprio stile, tendendo decisamente verso il rococò. I suoi colori si schiarirono e figure complesse ma ben delineate emersero su limpidi cieli chiari, come evidenziò nelle sue opere realizzate nella citata abbazia di Klosterneuburg, nel Trionfo di Ercole e in altri suoi affreschi allegorici per il Palazzo Liechtenstein commissionati da Carlo VI.
La notorietà di Bellucci superò presto le frontiere e raggiunse la Germania e l'Inghilterra.
Nel 1705 dipinse una pala per la chiesa dell'abbazia di San Paolo d'Argon (oggi chiesa parrocchiale), e negli anni successivi si trasferì in Germania al servizio dell'elettore Giovanni Guglielmo del Palatinato, per il quale realizzò un buon numero di opere ormai di chiaro stampo settecentesco (tra le quali il Matrimonio di Giovanni Guglielmo e Anna Maria Luisa de' Medici), destinate al castello di Bensberg.
Dal 1716 al 1722 il pittore soggiornò a Londra, dove si mise in luce con i soffitti della chiesa di Great Witley (Worcestershire), piuttosto affini alla sensibilità artistica di Giovanni Antonio Pellegrini.
Gli ultimi anni di vita li trascorse nella casa di campagna presso Soligo.
Tra i suoi allievi vi furono Antonio Balestra e Jacopo Amigoni.

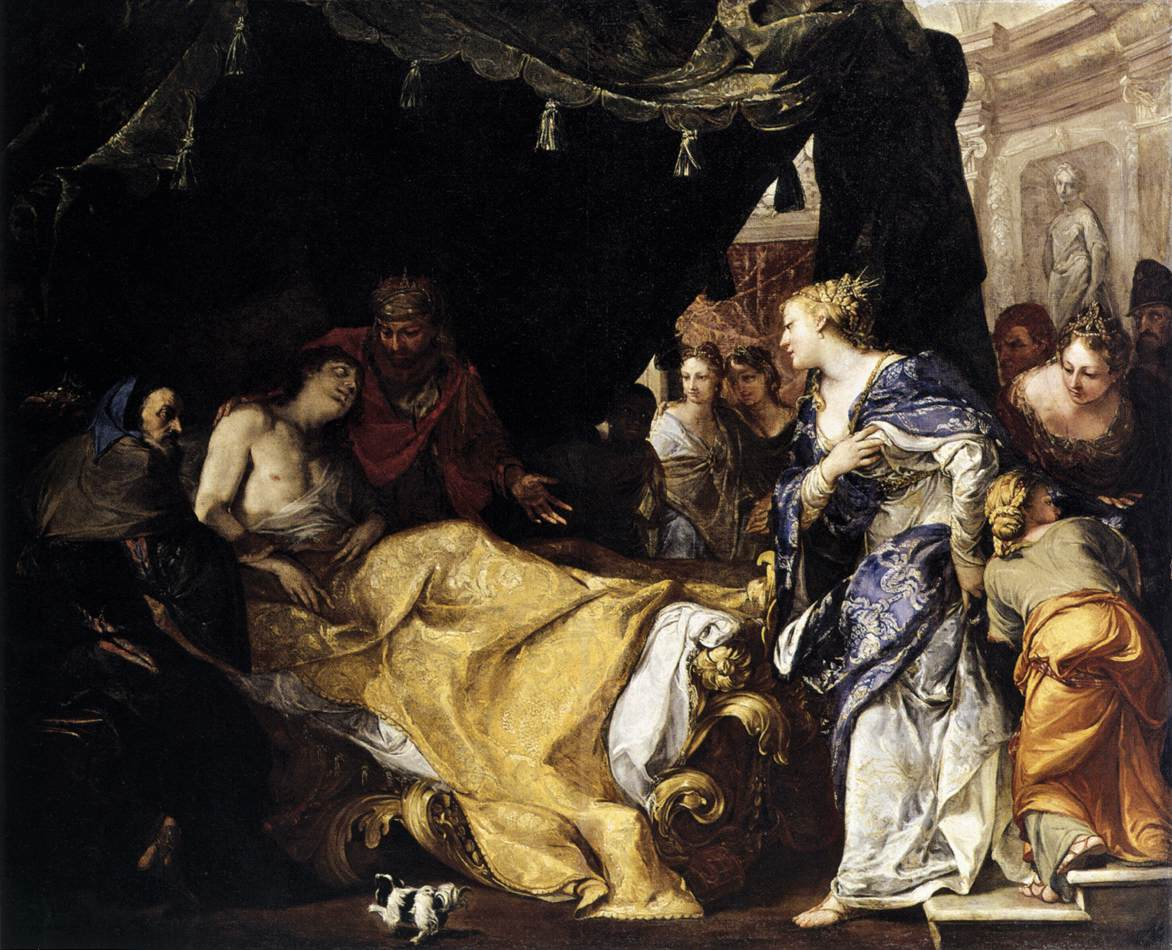
Antioco e Stratonice, Kassel, Gemäldegalerie Alte Meister
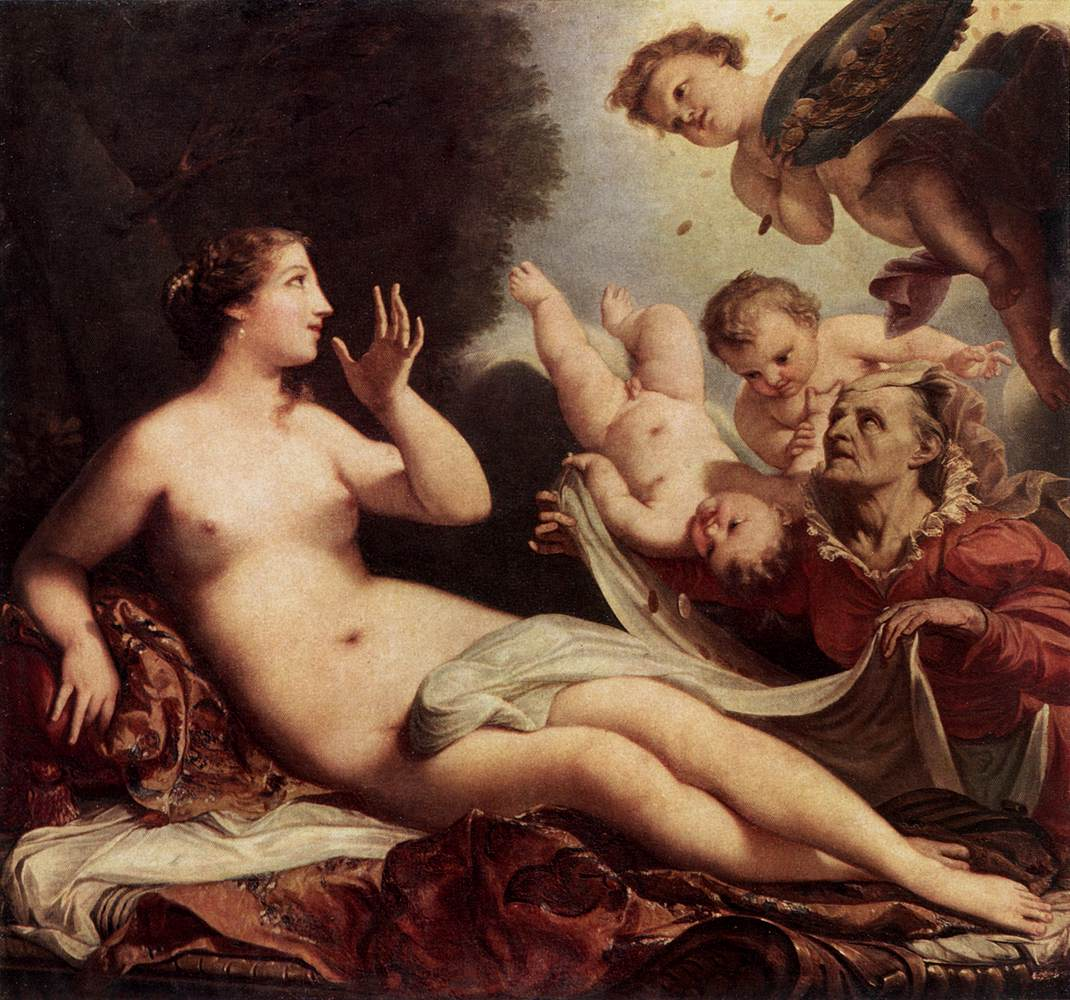
Danae, Budapest, Szépművészeti Múzeum
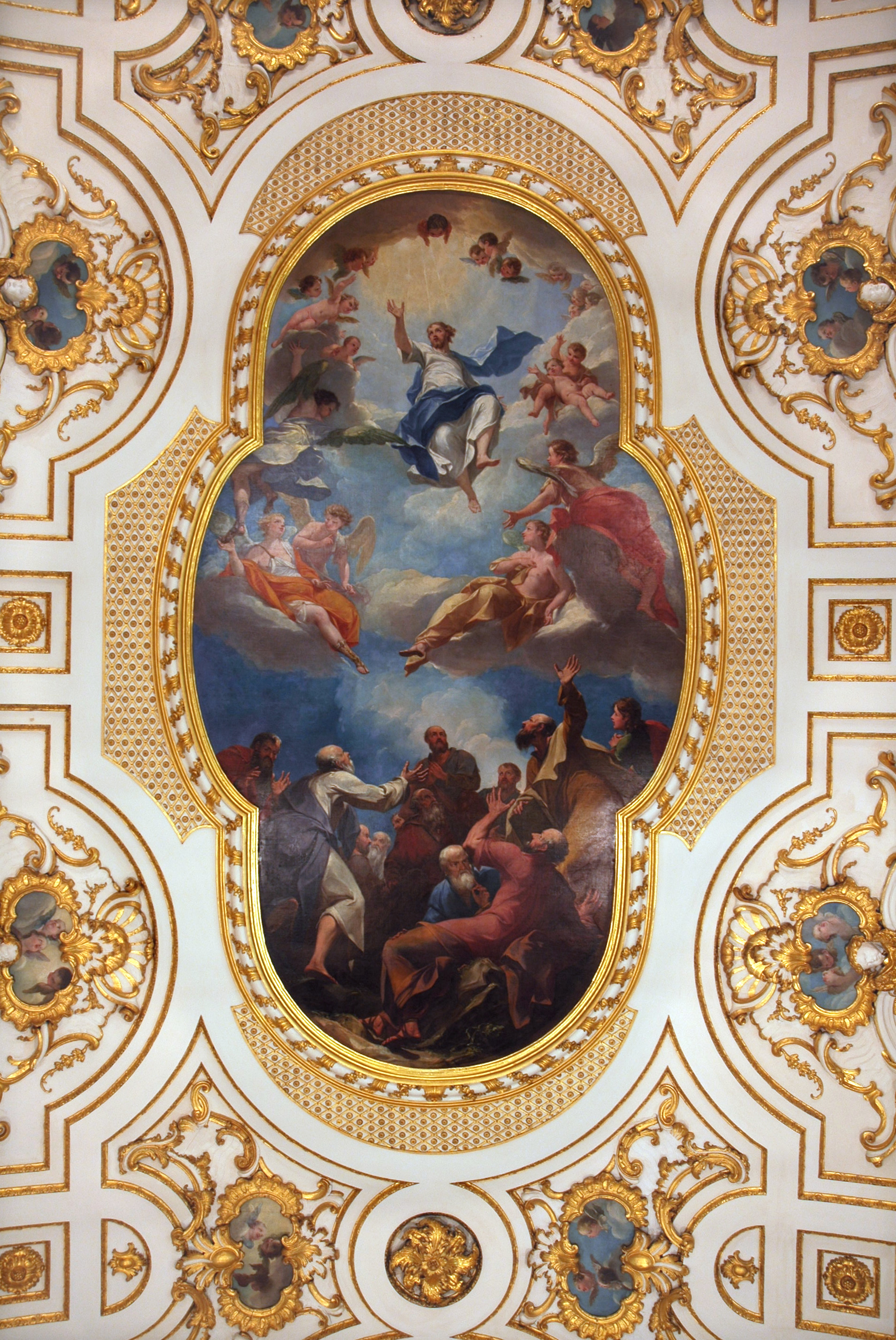
Ascensione, Great Witley (Worcestershire), chiesa di St Michael and All Angels
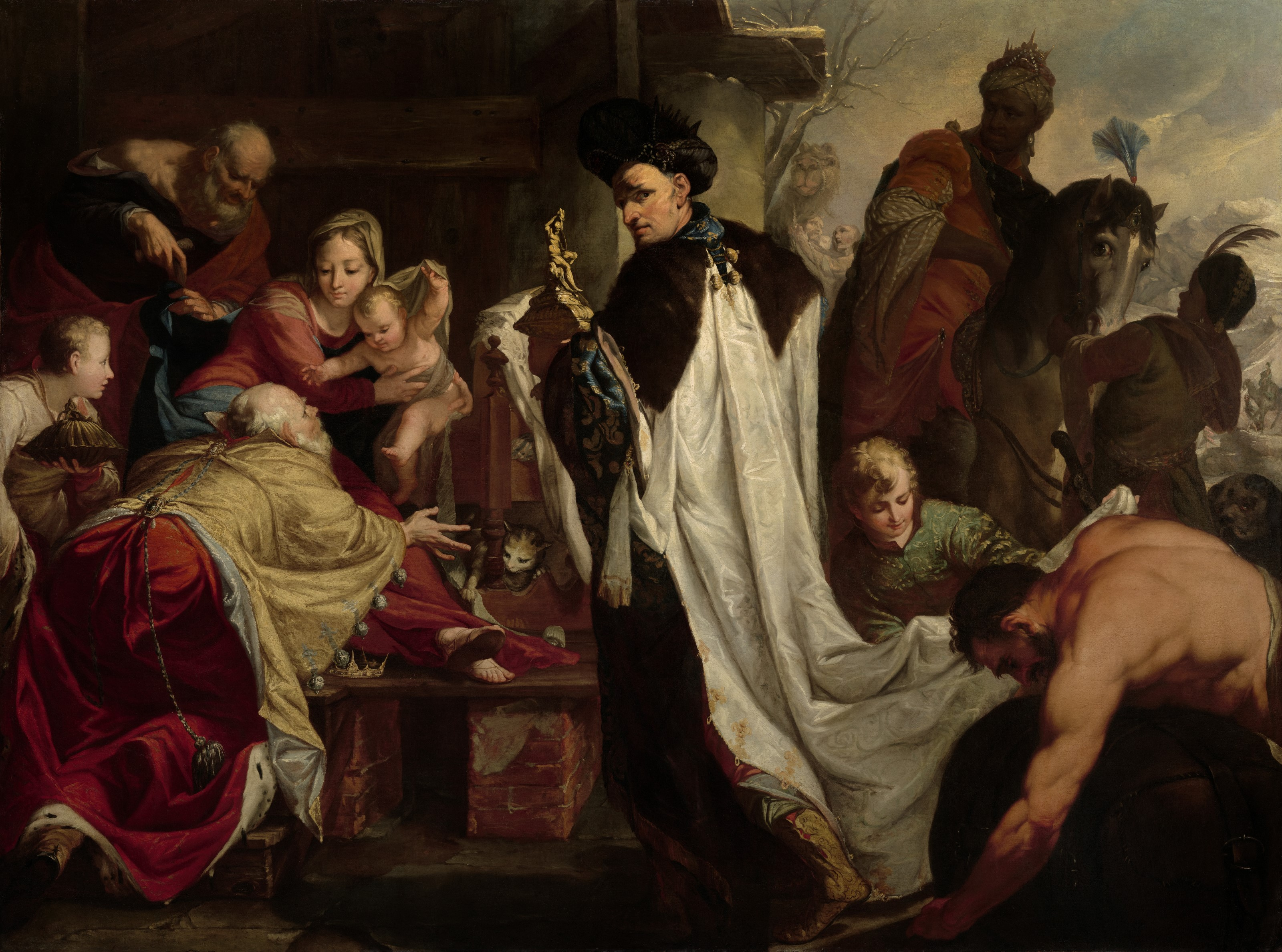
Adorazione dei Magi, Houston, Museum of fine Arts